# Рідне Православ'я
Православ'я (Система Прав та Слав) — як частина загальної систем (Яв-Прав-Нав) — поняття з «Велесової книги», популярне в «рідновір'ї».
Існує гіпотеза, яка через поняття «Яв-Прав-Нав» пояснює значення герба Тризуба, як триєдність сутностей «Яв, Прав, Нав», які окреслюють основні контури «життєвого космосу». Дана теорія (подібно іншим теоріям панслов'янізму) шукає в символіці-абетці-побуті слов'ян «натяк на вищі знання та прояви давніх цивілізацій».

## Етимологія

### «Право» та «Православ'я» — врідновір'ї
Вчення про «Яв, Прав, Нав» популярне в сучасному рідновір'ї. Частина «рідновірів» вважає, що назва «православ'я» є «дохристианскою назвою релігії слов'ян» — й постала зі словосполучення (яке відоме з «Велесової книги») : «(бога) Право славимо». Тому рідновіри називають свою релігію «Община Рідної Православної Віри» в Україні, з навчальним центром в Тернопільскій області Владивостокская «Славянская Православная Община» .